# Carmencita
Carmen Dauset Moreno, mais conhecida simplesmente como Carmencita (1868 - 1910), foi uma dançarina espanhola ao estilo americano de variedades de pré- vaudeville e balé de music hall.

## Biografia
Nascida em Almeria, Andaluzia, Espanha, Carmencita teve aulas de dança em Málaga e dançou profissionalmente no Teatro Cervantes de Málaga, em 1880. Em 1882, ela viajou pela Espanha e depois viajou para Paris e Portugal. Ela voltou a Paris durante a Exposition Universelle (1889) e dançou no Nouveau Cirque, onde o agente teatral Bolossy Kiralfy viu sua performance e a induziu a ir aos Estados Unidos sob sua administração. Ela estreou em Nova York em 17 de agosto de 1889, dançando no balé de "Antíope". Sua associação com Kiralfy terminou no início de 1890, e ela ganhou fama sob a administração de John Koster e Albert Bial, que a colocaram em sua 23ª Street Concert Hall a partir de 10 de fevereiro de 1890. Nos vários anos seguintes, Carmencita se apresentou nas principais cidades do país. Ela apareceu no novo Music Hall de Koster & Bial em novembro e no início de dezembro de 1894 antes de vender seus pertences e retornar à Europa. Ela se apresentou no Palace Theatre, em Londres, em fevereiro de 1895 e depois periodicamente no Théâtre des Nouveautés, em Paris.

## Aparições em Pintura e Cinema
Carmencita inspirou poesia e prosa rapsódica. Hoje, ela é conhecida por ter seu retrato pintado por artistas notáveis como John Singer Sargent, William Merritt Chase e James Carroll Beckwith, bem como por seu papel em um curta-metragem homônimo, um dos muitos exemplos iniciais de teatro filmado. 

De acordo com o historiador do cinema Charles Musser, Carmencita foi a primeira mulher a aparecer em um filme moderno feito para fins comerciais e pode ter sido a primeira mulher a aparecer em um filme nos Estados Unidos. No filme, ela é gravada seguindo uma rotina que vinha realizando no Koster and Bial's Music Hall em Nova York desde fevereiro de 1890. 
- Carmencita no filme.

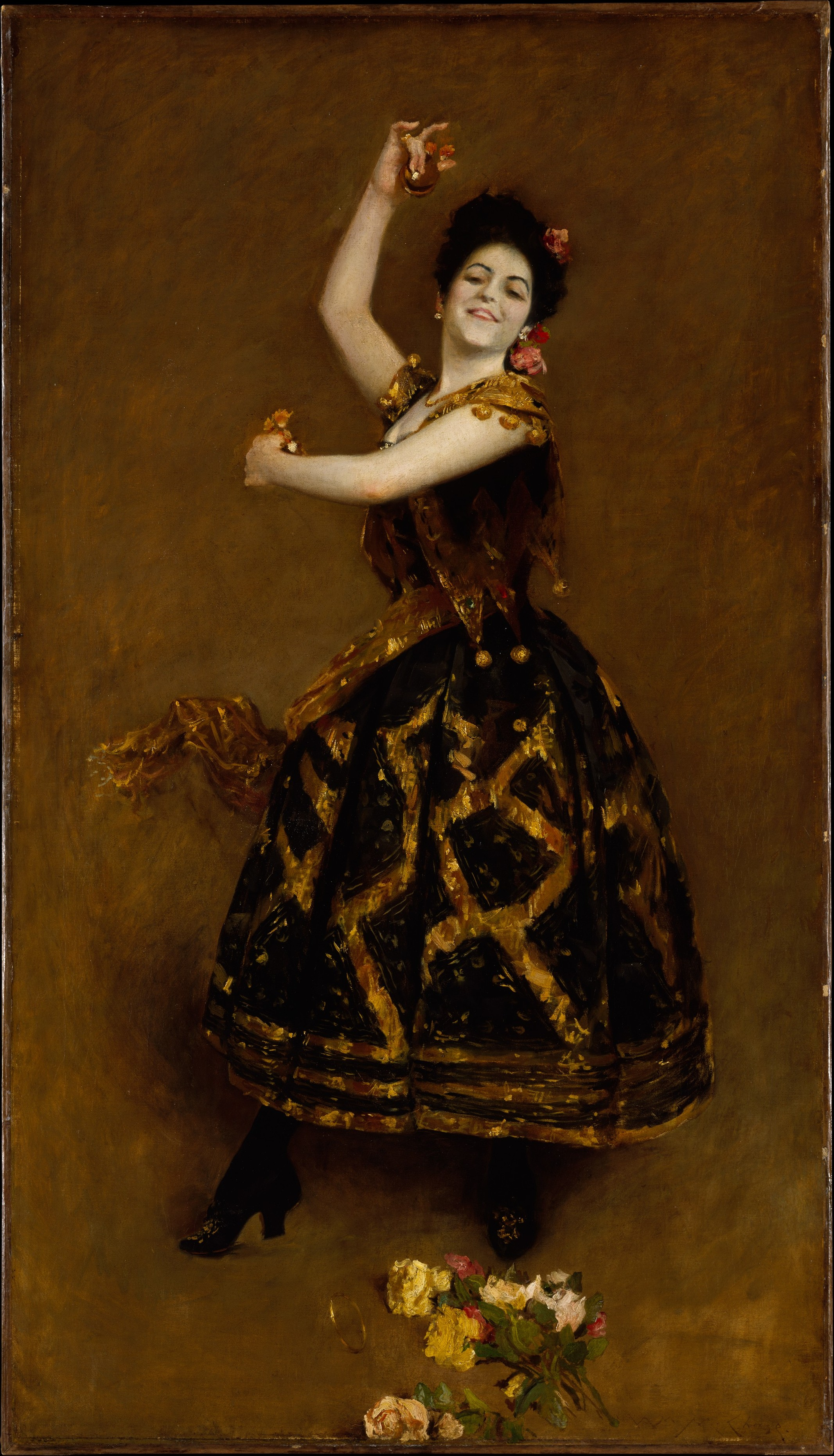
Carmencita, de William Merritt Chase
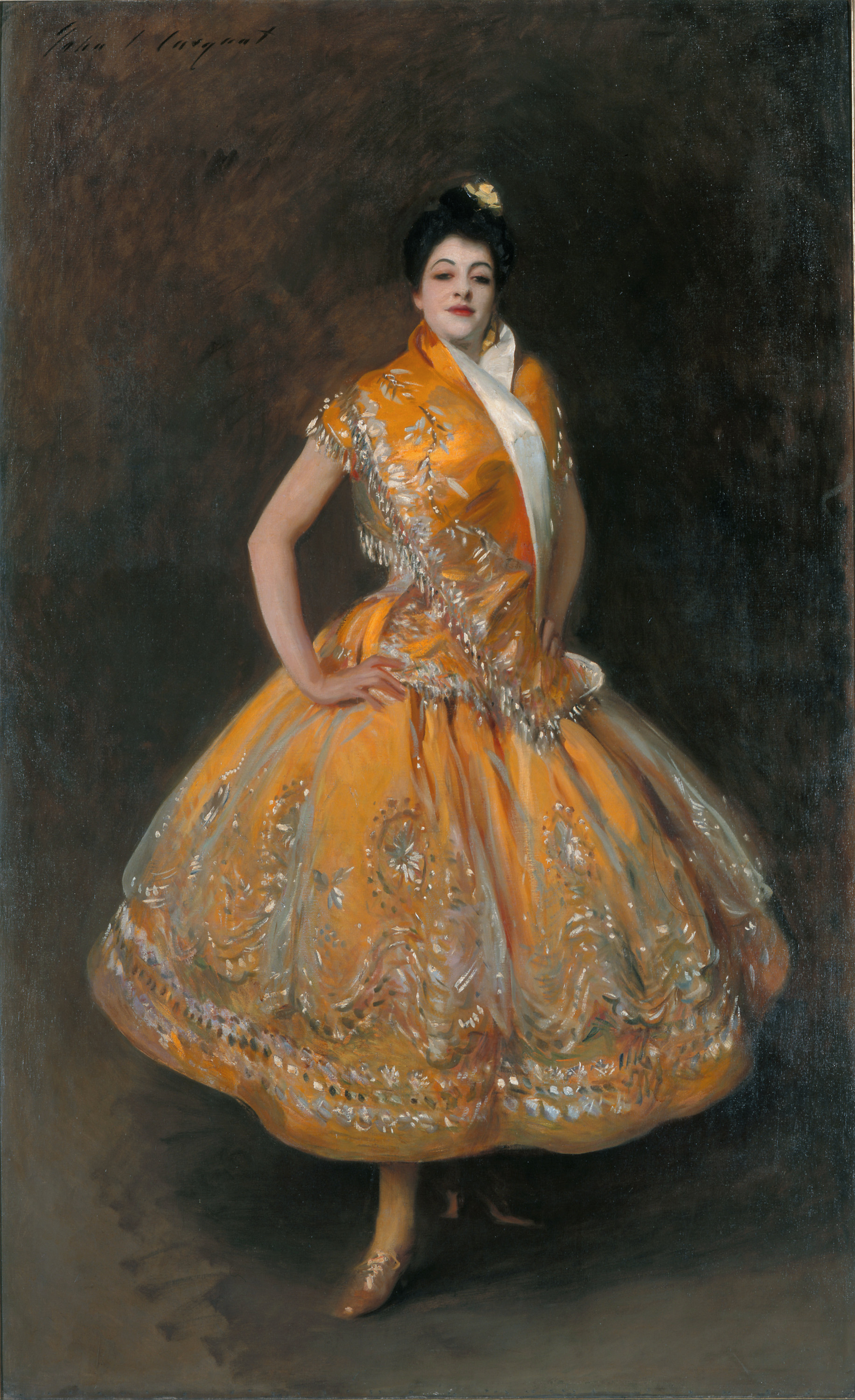
La Carmencita, de John Singer Sargent

## Filmografia
- Carmencita - ela mesma (1894)